# Konståkning vid olympiska vinterspelen 1932 – Par
Konståkning vid olympiska vinterspelen 1932 – Par genomfördes 12 februari 1932
Det var 14 deltagare från 4 nationer.

## Medaljer
| Gren | Guld                              | Silver                                | Brons                              |
| Par  | (FRA) Andrée Brunet Pierre Brunet | (USA) Beatrix Loughran Sherwin Badger | (HUN) Emília Rotter László Szollás |

## Resultat
| Plats | Utövare                                   | Land      |
| ----- | ----------------------------------------- | --------- |
| 1     | Andrée Brunet] Pierre Brunet              | Frankrike |
| 2     | Beatrix Loughran Sherwin Badger           | USA       |
| 3     | Emília Rotter László Szollás              | Ungern    |
| 4     | Olga Orgonista Sándor Szalay              | Ungern    |
| 5     | Constance Wilson-Samuel Montgomery Wilson | Kanada    |
| 6     | Frances Claudet Chauncey Bangs            | Kanada    |
| 7     | Gertrude Meredith Joseph Savage           | USA       |

Huvuddomare:
- Joel B. Liberman

Domare:
- Jenő Minnich
- Yngvar Bryn
- Hans Grünauer
- Walter Jakobsson
- Georges Torchon
- Herbert J. Clarke
- Charles Rotch